# Salins-les-Thermes
Salins-les-Thermes è un comune francese soppresso e frazione del dipartimento della Savoia della regione dell'Alvernia-Rodano-Alpi. Dal 1º gennaio 2016 si è fuso con il comune di Fontaine-le-Puits per formare il nuovo comune di Salins-Fontaine.

## Società

### Evoluzione demografica
Abitanti censiti